# 驪戎
骊戎，是先秦時由華夏人群分裂出來的先秦西戎部落一支，亦作离戎、草中之戎、丽土之戎。
其首领为姬姓。閎夭之徒求驪戎的文馬等，獻给紂王，来贖西伯昌。西周后期进入渭水之南今陕西临潼一带，因该地有骊山而得名，附近有周朝用于防卫报警的烽火楼。以后与其他诸戎攻周幽王。曾与秦国人先世通婚。后来到在析城山、王屋山两山间及沁水中、下游。春秋时期骊戎屡受晋国攻伐。前672年（晋献公五年）晋伐骊戎，骊戎男爵以骊姬嫁给晋献公，骊姬为晋献公生奚齐。前666年（晋献公十一年），晋再伐骊戎，为晋所灭。众狄入居骊戎故地。前636年（晋文公元年、周襄王十六年），周室内乱，周襄王废狄后，狄人攻打周朝，周襄王向秦国、晋国告急。翌年，晋文公采取狐偃之计，接纳襄王，尊周室而令诸侯，行赂于草中之戎与丽土之狄。后骊戎与晋人融合。战国时期逐渐消亡。秦始皇于骊戎国故地置骊邑。汉朝时改称新丰。